# Fábio Simplício
Fábio Henrique Simplício, mais conhecido como Fábio Simplício (São Paulo, 23 de setembro de 1979), é empresário e um ex-futebolista brasileiro que atuava como volante ou meio-campista.

## Carreira
Fábio Simplício foi revelado pelo São Paulo no final dos anos 1990, estreando pelo time principal em 2000. Em 2002, ficou famoso pelo episódio onde Diego pisou no escudo próximo ao gramado do Estádio do Morumbi, em partida válida pelo Campeonato Brasileiro. Em 2004, se transferiu para o Parma, da Itália, mas não teve o mesmo destaque e desempenho de quando iniciou no Tricolor Paulista. Desde 2006, esteve no Palermo, onde se destacou como um dos principais jogadores do elenco.
Chamou a atenção da Roma, que o anunciou oficialmente como novo reforço em junho de 2010. Após receber poucas oportunidades na equipe italiana, rescindiu o contrato com o time italiano e acertou com o Vissel Kobe, do Japão, após ser especulado no Corinthians.
Em 2016 acertou sua volta ao Brasil para jogar pelo Batatais Futebol Clube.

### Seleção nacional
Em Outubro de 2009, foi convocado pelo técnico Dunga para os amistosos contra a Inglaterra, em 14 de novembro, e contra Omã, em 17 de novembro. Atuou apenas contra Omã, foi a estreia de Fábio Simplício pela seleção brasileira, aos 30 anos de idade.

## Títulos
São Paulo
- Torneio Rio-São Paulo: 2001
- Supercampeonato Paulista: 2002

### Prêmios individuais
- Bola de Prata da Revista Placar: 2002